# 4 Strings
I 4 Strings sono un gruppo olandese di musica dance e trance composto dai due musicisti Carlo Resoort, Jan De Vos e in primis anche dalla cantante Vanessa van Hemert.
Resoort e De Vos si conobbero nel 1986, e di lì a poco si interessarono alla musica elettronica, e nel corso degli anni novanta cominciarono a suonare musica dance.
Il terzo componente, Vanessa van Hemert, li ha affiancati come vocalist del gruppo fino al 2005.

## Discografia

### Album
- Believe (2003)
- Turn It Around (2004)
- Mainline (2007)
- Sunset Aftermath (2017)